# Turniej o Złoty Kask 1971
Turniej o Złoty Kask 1971 – rozegrany w sezonie 1971 turniej żużlowy z cyklu rozgrywek o „Złoty Kask”. Wygrał Antoni Woryna, drugi był Paweł Waloszek i Jerzy Szczakiel stanął na najniższym stopniu.

## Wyniki
Czołówka piątka

### I turniej
- 16 kwietnia 1971 r. Gorzów Wielkopolski

| Msc. | Zawodnik           | Klub                 | Pkt |  |  |
| ---- | ------------------ | -------------------- | --- |  |  |
| 1    | Paweł Waloszek     | Śląsk Świętochłowice | 13  |  |  |
| 2    | Jerzy Trzeszkowski | Sparta Wrocław       | 12  |  |  |
| 3    | Zygmunt Pytko      | Unia Tarnów          | 11  |  |  |
| 4    | Piotr Bruzda       | Sparta Wrocław       | 10  |  |  |
| 5    | Andrzej Wyglenda   | ROW Rybnik           | 10  |  |  |

### II turniej
- 22 kwietnia 1971 r. Opole

| Msc. | Zawodnik           | Klub                 | Pkt |  |  |
| ---- | ------------------ | -------------------- | --- |  |  |
| 1    | Jerzy Szczakiel    | Kolejarz Opole       | 15  |  |  |
| 2    | Zygmunt Pytko      | Unia Tarnów          | 9   |  |  |
| 3    | Jerzy Gryt         | ROW Rybnik           | 9   |  |  |
| 4    | Jan Mucha          | Śląsk Świętochłowice | 9   |  |  |
| 5    | Jerzy Trzeszkowski | Sparta Wrocław       | 9   |  |  |

### III turniej
- 17 czerwca 1971 r. Rybnik

| Msc. | Zawodnik          | Klub           | Pkt |  |  |
| ---- | ----------------- | -------------- | --- |  |  |
| 1    | Andrzej Wyglenda  | ROW Rybnik     | 14  |  |  |
| 2    | Antoni Woryna     | ROW Rybnik     | 12  |  |  |
| 3    | Zdzisław Dobrucki | Unia Leszno    | 12  |  |  |
| 4    | Jerzy Szczakiel   | Kolejarz Opole | 12  |  |  |
| 5    | Zygfryd Friedek   | Kolejarz Opole | 11  |  |  |

### IV turniej
- 8 lipca 1971 r. Tarnów

| Msc. | Zawodnik        | Klub                 | Pkt |  |  |
| ---- | --------------- | -------------------- | --- |  |  |
| 1    | Antoni Woryna   | ROW Rybnik           | 15  |  |  |
| 2    | Jerzy Gryt      | ROW Rybnik           | 14  |  |  |
| 3    | Zygfryd Friedek | Kolejarz Opole       | 12  |  |  |
| 4    | Zygmunt Pytko   | Unia Tarnów          | 10  |  |  |
| 5    | Jan Mucha       | Śląsk Świętochłowice | 9   |  |  |

### V turniej
- 14 lipca 1971 r. Bydgoszcz

| Msc. | Zawodnik         | Klub                 | Pkt |  |  |
| ---- | ---------------- | -------------------- | --- |  |  |
| 1    | Antoni Woryna    | ROW Rybnik           | 14  |  |  |
| 2    | Henryk Glücklich | Polonia Bydgoszcz    | 14  |  |  |
| 3    | Zygfryd Friedek  | Kolejarz Opole       | 11  |  |  |
| 4    | Henryk Żyto      | Wybrzeże Gdańsk      | 11  |  |  |
| 5    | Jan Mucha        | Śląsk Świętochłowice | 11  |  |  |

### VI turniej
- 15 lipca 1971 r. Wrocław

| Msc. | Zawodnik           | Klub                 | Pkt |  |  |
| ---- | ------------------ | -------------------- | --- |  |  |
| 1    | Paweł Waloszek     | Śląsk Świętochłowice | 14  |  |  |
| 2    | Henryk Glücklich   | Polonia Bydgoszcz    | 12  |  |  |
| 3    | Antoni Woryna      | ROW Rybnik           | 10  |  |  |
| 4    | Jerzy Trzeszkowski | Sparta Wrocław       | 9   |  |  |
| 5    | Piotr Bruzda       | Sparta Wrocław       | 9   |  |  |

### VII turniej
- 12 sierpnia 1971 r. Świętochłowice

| Msc. | Zawodnik        | Klub                 | Pkt |  |  |
| ---- | --------------- | -------------------- | --- |  |  |
| 1    | Paweł Waloszek  | Śląsk Świętochłowice | 15  |  |  |
| 2    | Jan Mucha       | Śląsk Świętochłowice | 14  |  |  |
| 3    | Józef Jarmuła   | Śląsk Świętochłowice | 12  |  |  |
| 4    | Antoni Woryna   | ROW Rybnik           | 11  |  |  |
| 5    | Zygfryd Friedek | Kolejarz Opole       | 10  |  |  |

## Klasyfikacja końcowa
Uwaga!: Odliczono dwa najgorsze wyniki.
| Poz | Zawodnik           | Klub                 | GOR | OPO | RYB | TRN | BDG | WRO | ŚWI | Punkty |
| --- | ------------------ | -------------------- | --- | --- | --- | --- | --- | --- | --- | ------ |
| 1   | Antoni Woryna      | ROW Rybnik           | 8   | 5   | 12  | 15  | 14  | 10  | 11  | 62     |
| 2   | Paweł Waloszek     | Śląsk Świętochłowice | 13  | 8   | 10  | 6   | 8   | 14  | 15  | 60     |
| 3   | Jerzy Szczakiel    | Kolejarz Opole       | 7   | 15  | 12  | -   | 10  | 8   | 3   | 52     |
| 4   | Jan Mucha          | Śląsk Świętochłowice | 9   | 9   | 3   | 9   | 11  | 9   | 14  | 52     |
| 5   | Zygfryd Friedek    | Kolejarz Opole       | –   | -   | 11  | 12  | 11  | 6   | 10  | 50     |
| 6   | Henryk Glücklich   | Polonia Bydgoszcz    | 8   | 7   | 6   | 8   | 14  | 12  | -   | 49     |
| 7   | Jerzy Gryt         | ROW Rybnik           | 6   | 9   | 7   | 14  | 5   | 7   | 10  | 47     |
| 8   | Jerzy Trzeszkowski | Sparta Wrocław       | 12  | 9   | 8   | 8   | 4   | 9   | 0   | 46     |
| 9   | Andrzej Wyglenda   | ROW Rybnik           | 10  | 7   | 14  | -   | 1   | -   | -   | 40     |
| 10  | Zygmunt Pytko      | Unia Tarnów          | 11  | 9   | 4   | 10  | 5   | 0   | 4   | 39     |
| 10  | Henryk Żyto        | Wybrzeże Gdańsk      | 2   | 6   | 5   | 1   | 11  | 7   | 10  | 39     |
| 12  | Józef Jarmuła      | Śląsk Świętochłowice | -   | 5   | 3   | 7   | 9   | 4   | 12  | 37     |
| 13  | Piotr Bruzda       | Sparta Wrocław       | 10  | 5   | 3   | 5   | 1   | 9   | 4   | 33     |

| Kolor    | Wynik      |
| -------- | ---------- |
| Złoty    | Zwycięzca  |
| Srebrny  | 2. miejsce |
| Brązowy  | 3. miejsce |
| Limanowy | 4. miejsce |
| cyjan    | 5. miejsce |